# Annona tomentosa
Annona tomentosa é uma espécie de planta da família Annonaceae nativa da Bolívia e do Brasil. Robert Elias Fries, o botânico sueco, foi quem descreveu formalmente a espécie e lhe deu o nome em homenagem aos pelos densos e lanosos (tomentosus em latim) que cobrem seus galhos e folhas.  

## Descrição
Annona tomentosa é um arbusto de 0,5-1,5 metros de altura, cujos ramos jovens são cobertos por pelos marrom-amarelados, densos e lanosos. Seus entrenós têm de 1 a 4 centímetros de comprimento. Seus pecíolos de 3 a 4 milímetros também são cobertos por pelos. Suas folhas, oblongas ou ovais, medem de 7 a 19 por 3,5 a 9 centímetros. As folhas são arredondadas ou dentadas na base e afiladas na ponta, e também possuem por pelos nas superfícies superior e inferior. As folhas têm de 8 a 18 nervuras secundárias que emanam em ângulo agudo de cada lado da nervura central. 
As inflorescências de 1-2 flores surgem entre os nós. Seus pedicelos têm 1,5 centímetro de comprimento e duas brácteas em forma de rim que envolvem sua base. Suas sépalas arredondadas terminam em ponta, são cobertas por densos pelos lanosos na superfície externa e não têm pelos na superfície interna. Suas pétalas externas medem 1,7 por 2 centímetros e têm pontas afiladas ou rombas. As superfícies externas das pétalas externas são cobertas por densos pelos amarelo-acinzentados. Suas pétalas internas medem 0,6-0,7 por 2 centímetros, têm a parte posterior em quilha e terminam em ponta. Seus estames têm 3 milímetros de comprimento. Seus ovários são cobertos por densos pelos brancos. 

### Biologia reprodutiva
O pólen de Annona tomentosa é eliminado em tétrades permanentes.  Os polinizadores incluem besouros Cyclocephala . 

### Habitat e distribuição
Foi observada em campos com dunas de areia secas. 

### Usos
É utilizada na medicina tradicional brasileira e extratos das folhas têm sido relatados como proporcionando alívio da dor antinociceptiva e tendo atividade anti-inflamatória em estudos com camundongos. 